# Felix Franchy
Felix Franchy (* 15. April 1940 in Wien) ist ein österreichischer Schauspieler und Hörspielsprecher.

## Leben und Wirken
Franchy hatte zu Beginn der 60er Jahre in seiner Heimatstadt Wien das Reinhardt-Seminar besucht und war nach der Schauspielausbildung an zahlreichen Theatern im In- und Ausland – Salzburg (Festspiele), Basel, Wien (Theater in der Josefstadt), Stuttgart, Hamburg, Bad Hersfeld, Köln und Bregenz – aufgetreten. Darüber hinaus ging er mehrfach auf Gastspielreisen.
Seit 1964 wirkte der schlanke, dunkelhaarige, gutaussehende Schauspieler in zahlreichen Fernseh- und Kinofilmen mit. Michael Kehlmann gab ihm 1969 eine Hauptrolle als Boxer in dem Film Ende eines Leichtgewichts. Nach seinem Erfolg mit der männlichen Hauptrolle des Michael in zwei der drei bundesdeutschen Helga-Aufklärungsfilmen (1968/69) wurde er zu Beginn der 70er Jahre in einer Reihe von Softsexfilmen besetzt, darunter auch zwei Folgen der Schulmädchen-Report-Reihe. Franchy wirkte als Gast gelegentlich in einzelnen Folgen der beliebten Krimireihen Der Kommissar, Kottan ermittelt und Tatort mit. Mitte der 80er Jahre verschwand Franchy aus dem Blickfeld der Öffentlichkeit.
Felix Franchy hat sich auch als Drehbuchautor versucht und in Hörspielen (z. B. Die drei Glückskinder) mitgewirkt.

## Filmografie (Auswahl)
- 1964: Das Pferd (TV)
- 1965: Die Gigerln von Wien (TV)
- 1968: 69 Liebesspiele
- 1968: Zieh dich aus, Puppe
- 1968: Helga und Michael
- 1969: Ende eines Leichtgewichts (TV)
- 1969: Das Trauerspiel von Julius Caesar (TV)
- 1969: Helga und die Männer – Die sexuelle Revolution
- 1970: Der Kommissar – Tod eines Klavierspielers
- 1970: Tell Me
- 1971: Hausfrauen-Report 1: Unglaublich, aber wahr
- 1971: Der neue Hausfrauen-Report
- 1971: Schüler-Report
- 1972: Die Klosterschülerinnen
- 1972: Massagesalon der jungen Mädchen
- 1972: Lehrmädchen-Report
- 1972: Krankenschwestern-Report
- 1973: Schlüsselloch-Report
- 1973: Schulmädchen-Report. 6. Teil: Was Eltern gern vertuschen möchten
- 1973: Jorden runt med Fanny Hill
- 1974: Schulmädchen-Report. 7. Teil: Doch das Herz muß dabei sein
- 1974: Verurteilt 1910 (TV)
- 1974: Sklavinnen der Lust
- 1975: Tatort – Als gestohlen gemeldet
- 1975: Verbrechen nach Schulschluß
- 1977: Hausfrauen 6 (Sex) – Warum gehen Frauen fremd…
- 1982: Wagner – Das Leben und Werk Richard Wagners (TV-Mehrteiler)

## Hörspiele (Auswahl)
- 1964: Ödön von Horváth: Italienische Nacht (Czernowitz) – Bearbeitung und Regie: Curt Goetz-Pflug (Hörspielbearbeitung – SFB/ORF Salzburg/SR)
- 1967: Roderick Wilkinson: Aus Studio 13: Die Geister, die ich rief ... (Peter Hathaway) – Regie: Oskar Nitschke (Original-Hörspiel, Kriminalhörspiel – SDR)
- 1980: Henry Slesar: Schwere Gewässer – Regie: Ferry Bauer (Originalhörspiel, Kriminalhörspiel – ORF Oberösterreich)
- 1981: Lester Powell: Am Kreuzweg – Regie: Ferry Bauer (Kriminalhörspiel – ORF Oberösterreich)
- 1982: György Sebestyén: Der Fall Durak oder Die Bonzen von Wien (Bratsche/Der Sprecher) – Regie: Hans Krendlesberger (Originalhörspiel – ORF Oberösterreich)
- 1982: Ingeborg Teuffenbach: Fünf mal er selbst – Regie: Ferry Bauer (Originalhörspiel – ORF Oberösterreich)
- 1983: Leo Frank: Der programmierte Agent (Frank Wallisch) – Regie: Friedrich Ch. Zauner (Hörspiel – ORF Oberösterreich)
- 1984: Rolf Hochhuth: Ärztinnen (Haase) – Regie: Ferry Bauer (Hörspielbearbeitung – ORF Oberösterreich)

Quellen: Ö1-Hörspieldatenbank und ARD-Hörspieldatenbank